# Nordjakarta

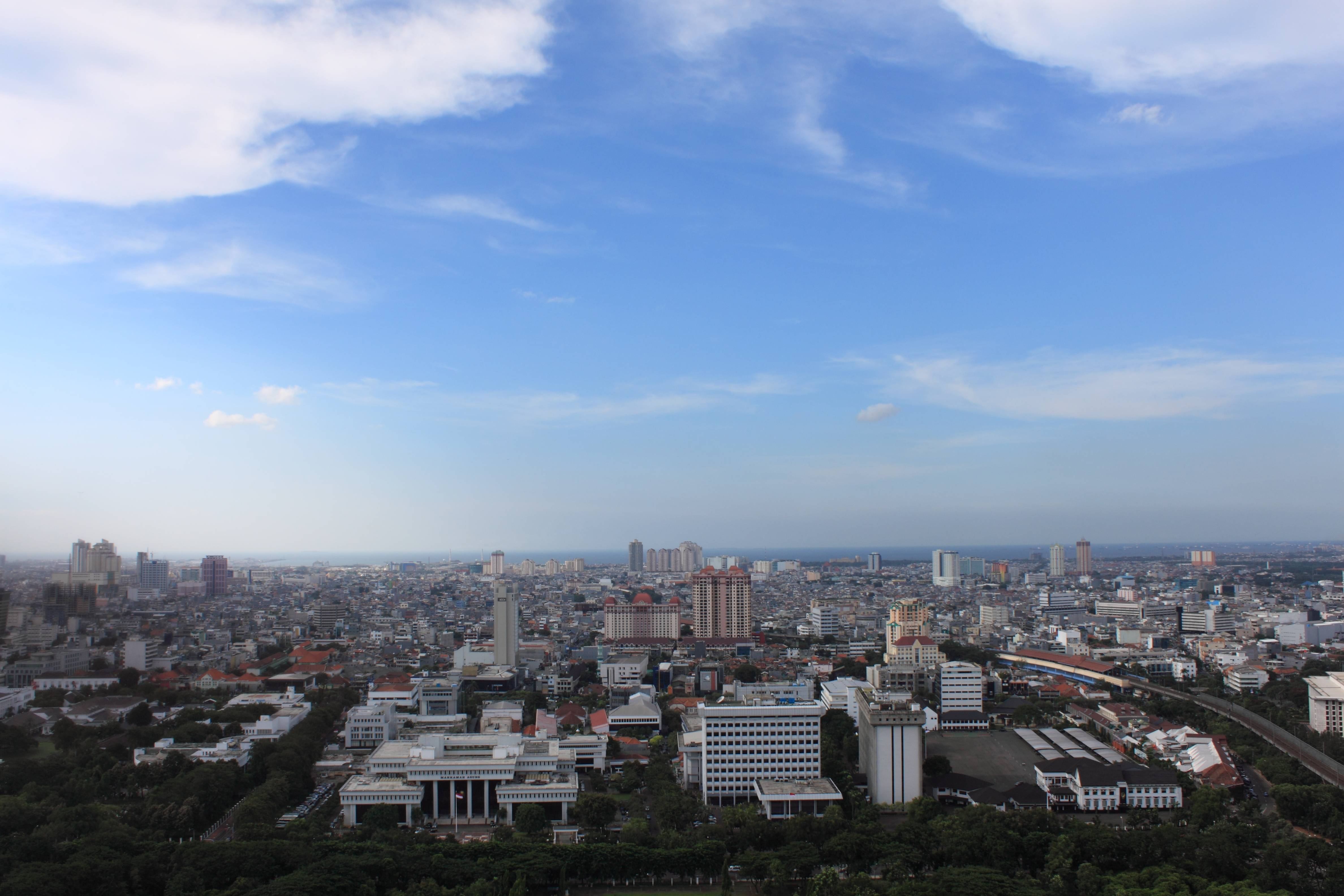
Luftansicht

Nordjakarta (Bahasa Indonesia: Jakarta Utara) ist eine der fünf Verwaltungseinheiten (Kota Administrasi) der indonesischen Hauptstadt Jakarta. Nordjakarta ist nicht selbstverwaltet und hat keinen Stadtrat, weshalb es nicht als eigenständige Gemeinde eingestuft wird. Bei der Volkszählung 2010 hatte Nordjakarta 1.645.659 Einwohner und bei der Volkszählung 2020 1.827.731. Es umfasst das gesamte Küstengebiet innerhalb des Hauptstadtdistrikt Jakarta.
In Nordjakarta war ein Gebiet an der Mündung des Flusses Ciliwung der Haupthafen für das Königreich Tarumanegara, das später zu Jakarta wurde. Viele historische Stätten und Artefakte von Jakarta sind in Nordjakarta zu finden. Der Hafen Tanjung Priok und das historische Sunda Kelapa befinden sich in dem Gebiet. Nordjakarta, das sich über eine Fläche von 138,9 km² erstreckt, hatte zur Volkszählung 2010 1.645.659 Einwohner und zur Volkszählung 2020 1.778.981 Einwohner. Das Verwaltungszentrum befindet sich in Tanjung Priok.
Nordjakarta grenzt im Norden an die Javasee, im Osten an Bekasi, im Süden an Westjakarta, Zentraljakarta und Ostjakarta und im Westen an Tangerang.

## Geschichte
Die heutige Stadt Jakarta entwickelte sich aus dem Gebiet des heutigen Nordjakarta. Im 5. Jahrhundert begann die Entwicklung an der Mündung des Flusses Ciliwung-Angke mit der Hafenstadt Sundapura (heute in der Nähe von Tugu, Jakarta und Bekasi), die der Haupthafen für das Königreich Tarumanegara unter der Führung von König Mulawarman war.
Im 16. Jahrhundert war die Stadt, die nur das Gebiet des heutigen Nordjakarta umfasste, als Jayakarta bekannt. Das Regierungssystem in Jayakarta wurde mehrmals geändert, unter anderem durch den Wechsel der Herrscher und die Verschiebung der Grenzen des Verwaltungsgebiets. Zu Beginn des 17. Jahrhunderts wurde das Gebiet von Chinesen und Ureinwohnern kontrolliert, die sich später der Niederländischen Ostindien-Kompanie unterwerfen mussten.
Nach der Gründung der Republik Indonesien am 17. August 1945 wurde die Bucht von Jakarta in mehrere Verwaltungsgebiete aufgeteilt, nämlich Kewedanan Penjaringan, Tanjung Priok und Bekasi. Diese drei Kewedanan unterstehen dem Bürgermeisteramt von Jakarta Raya, das zu Westjava gehört. Im Jahr 1957, nach der Gründung der Kotapraja Jakarta Raya, wurde das Gebiet der Jakarta-Bucht in die Kotamadya von Jakarta Utara oder "Stadt Nord-Jakarta" umgewandelt.

## Verwaltungsgliederung
Nordjakarta ist in sechs Bezirke (Kecamatan) mit 31 Gemeinden (Kelurahan) eingeteilt:
| Code 1   | Kecamatan Distrikt | Ibu Kota Verwaltungssitz | Fläche (km²) | Einwohner Census 2010 2 | Volkszählung 2020 | Volkszählung 2020 | Volkszählung 2020 | Anzahl der 6 | Anzahl der 6 | Anzahl der 6 |
| Code 1   | Kecamatan Distrikt | Ibu Kota Verwaltungssitz | Fläche (km²) | Einwohner Census 2010 2 | Einwohner 3       | 0Dichte 40        | Sex Ratio 5       | Kel. 6       | RW 7         | RT 8         |
| -------- | ------------------ | ------------------------ | ------------ | ----------------------- | ----------------- | ----------------- | ----------------- | ------------ | ------------ | ------------ |
| 31.72.01 | Penjaringan        | Penjaringan              | 45,41        | 306.456                 | 315.613           | 6.950,3           | 104,9             | 3            | 40           | 518          |
| 31.72.02 | Tanjung Priok      | Kebon Bawang             | 22,52        | 375.276                 | 401.806           | 17.842,2          | 102,5             | 7            | 42           | 457          |
| 31.72.03 | Koja               | Lagoa                    | 12,25        | 288.091                 | 331.616           | 27.070,7          | 103,4             | 6            | 82           | 903          |
| 31.72.04 | Cilincing          | Cilincing                | 39,70        | 371.335                 | 428.316           | 10.788,8          | 102,5             | 7            | 64           | 774          |
| 31.72.05 | Pademangan         | Pademangan Barat         | 11,92        | 149.809                 | 162.843           | 13.661,3          | 104,6             | 3            | 7            | 75           |
| 31.72.06 | Kelapa Gading      | Kelapa Gading Timur      | 14,87        | 154.692                 | 138.787           | 9.333,4           | 95,5              | 3            | 70           | 713          |
| 31.72    | Jakarta Utara      | Jakarta Utara            | 146,66       | 1.645.659               | 1.778.981         | 12.130,0          | 102,7             | 31           | 305          | 3440         |

## Demographie
Mitte 2022 lebten in Jakarta Selatan 1.865.647 Menschen, das heißt 940.044 Männer (50,39 %) und 925.603 Frauen (49,61 %).

### Altersstruktur
25,13 % der Bevölkerung befindet sich im Kindesalter, 69,96 % (1.305.273) im erwerbsfähigen Alter (15–64 Jahre) und 4,91 % im Ruhestand.

### Familienstand und Religion
| Familienstand | Anzahl  | Anteil [%] |
| ------------- | ------- | ---------- |
| ledig         | 905.918 | 48,56      |
| verheiratet   | 862.789 | 46,25      |
| geschieden    | 30.097  | 1,61       |
| verwitwet     | 66.843  | 3,58       |

| Religion     | Anzahl    | Anteil [%] |
| ------------ | --------- | ---------- |
| Islam        | 1.439.170 | 77,14      |
| Protestanten | 199.471   | 10,69      |
| Katholiken   | 93.847    | 5,03       |
| Buddhisten   | 128.366   | 6,88       |
| Hindus       | 4.366     | 0,23       |